# Residuals
Residuals è un singolo del cantante statunitense Chris Brown, pubblicato il 10 settembre 2024 come quarto estratto dall'undicesimo album in studio 11:11.

## Classifiche
| Classifica (2024-25) | Posizione massima |
| -------------------- | ----------------- |
| Stati Uniti          | 40                |
| Sudafrica            | 3                 |